# 雪柏路
雪柏路是加拿大安大略省多倫多的一條東西向主幹道。這條街在其東端附近有兩條不同的分支，最初的路線是一條通過岔道通向皮克靈的集流道路，而主要路線則是沿著一條後來修建的道路向南延伸至京士頓道。為了避免名稱重複，北支線的多倫多部分更名為Twyn Rivers Drive。該街道完全位於多倫多的路段長34.2公里，而皮克靈路段及Twyn Rivers Drive長5.4公里。

## 路線概述

### 雪柏東路

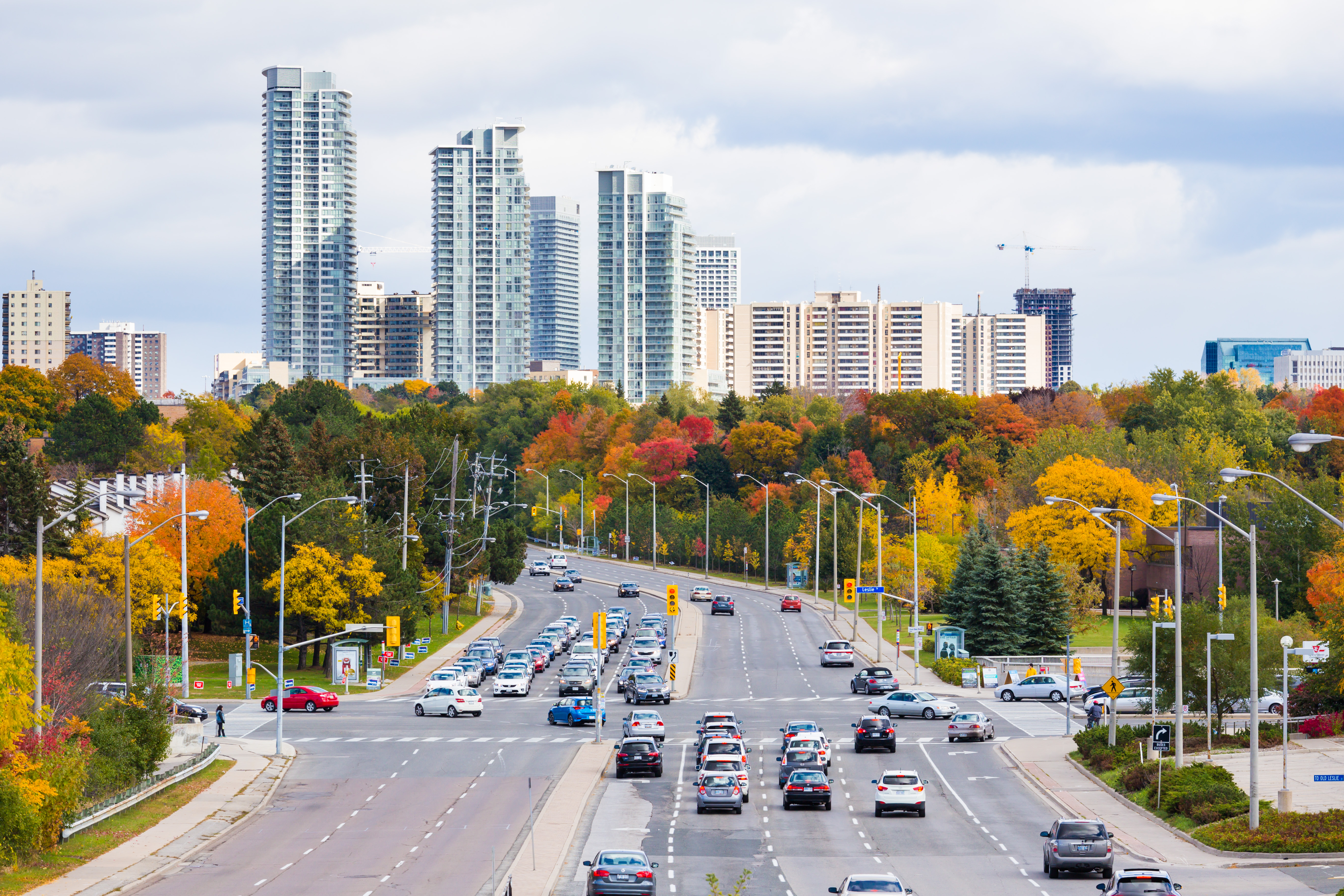
雪柏路近亨利農場處

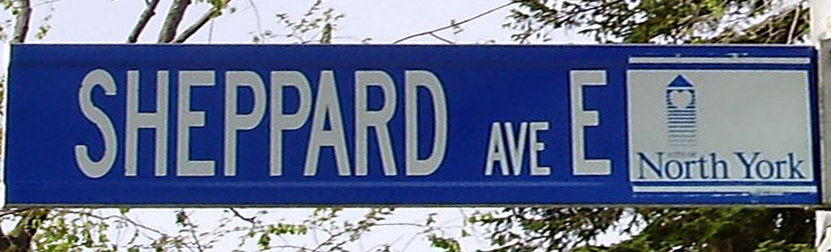
雪柏東路的路牌保留了北約克標記

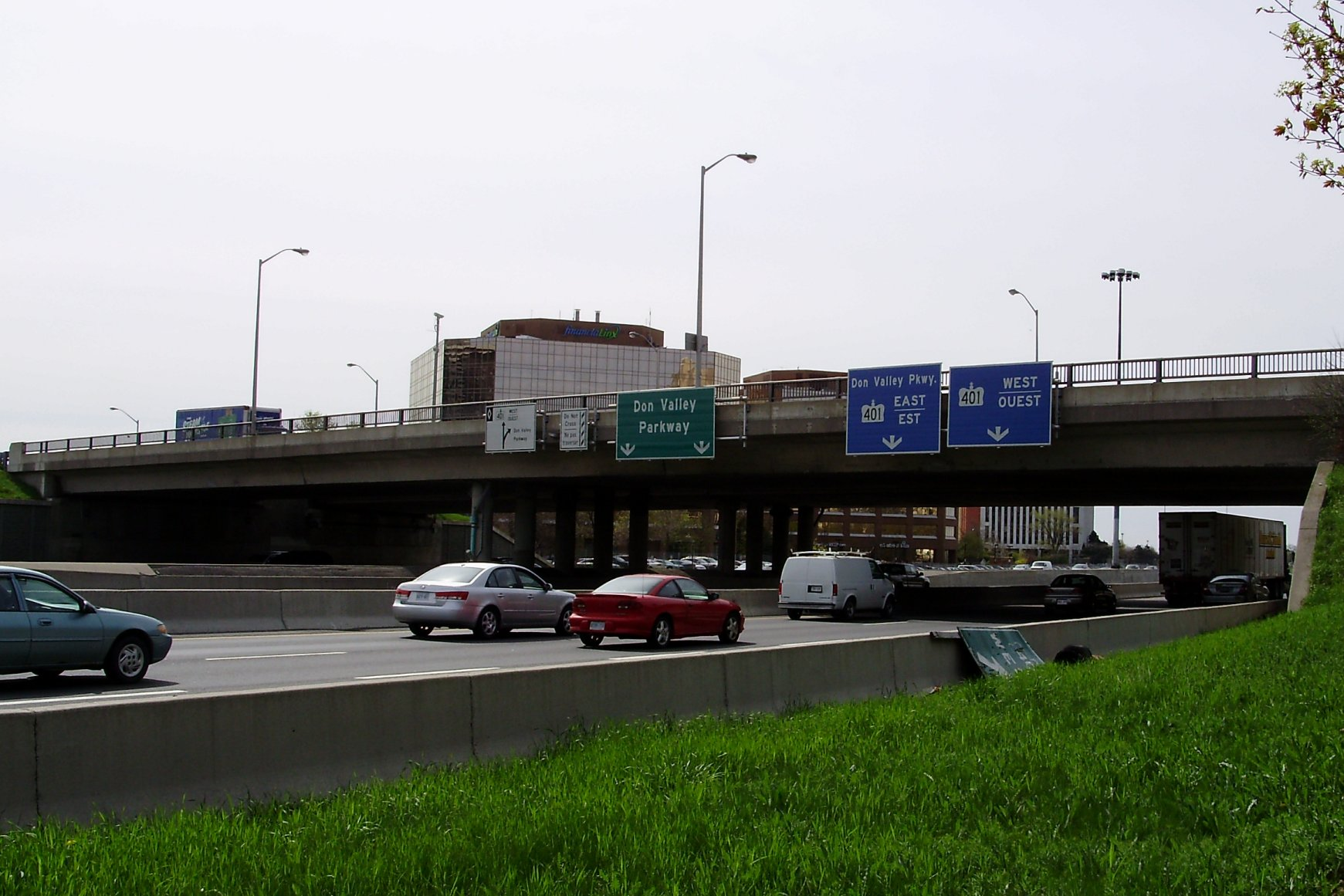
雪柏路穿過404號省道的車道

在央街以東，雪柏路向東穿過北約克到達404號省道。歷史上，它曾繼續延伸直達士嘉堡邊界的維多利亞公園路，然後向南轉向，與穿過士嘉堡的雪柏路路段匯合。然而，後來建造了一個名為Lansing Cutoff的新部分，將兩個不相連的部分連接起來。404號省道與維多利亞公園路之間的雪柏路路段更名為舊雪柏路（Old Sheppard Avenue）。
雪柏路繼續向東穿過士嘉堡，直到芳草谷道以東，此處的紅河谷坡度陡峭，因此雪柏路向南彎曲在401號省道以北與京士頓道交匯。在該路口，它還與Port Union Road交匯，該路向南進入Port Union社區。然而，這條街最初一直向東延伸到紅河谷，但在1950年代初與Port Union Road連接後，該路段被更名為Twyn Rivers Drive，儘管Twyn Rivers Drive再次成為雪柏路（從而正式令該街道有兩分支）位於杜林區的多倫多-皮克靈邊界以東的阿托納道（Altona Road）。它繼續向東延伸，成為一條集流道路，直至京士頓道以北的Fairport Road結束。
該道路與401號省道平行，並在省道封閉或擁堵時作為替代路線。

### 雪柏西路

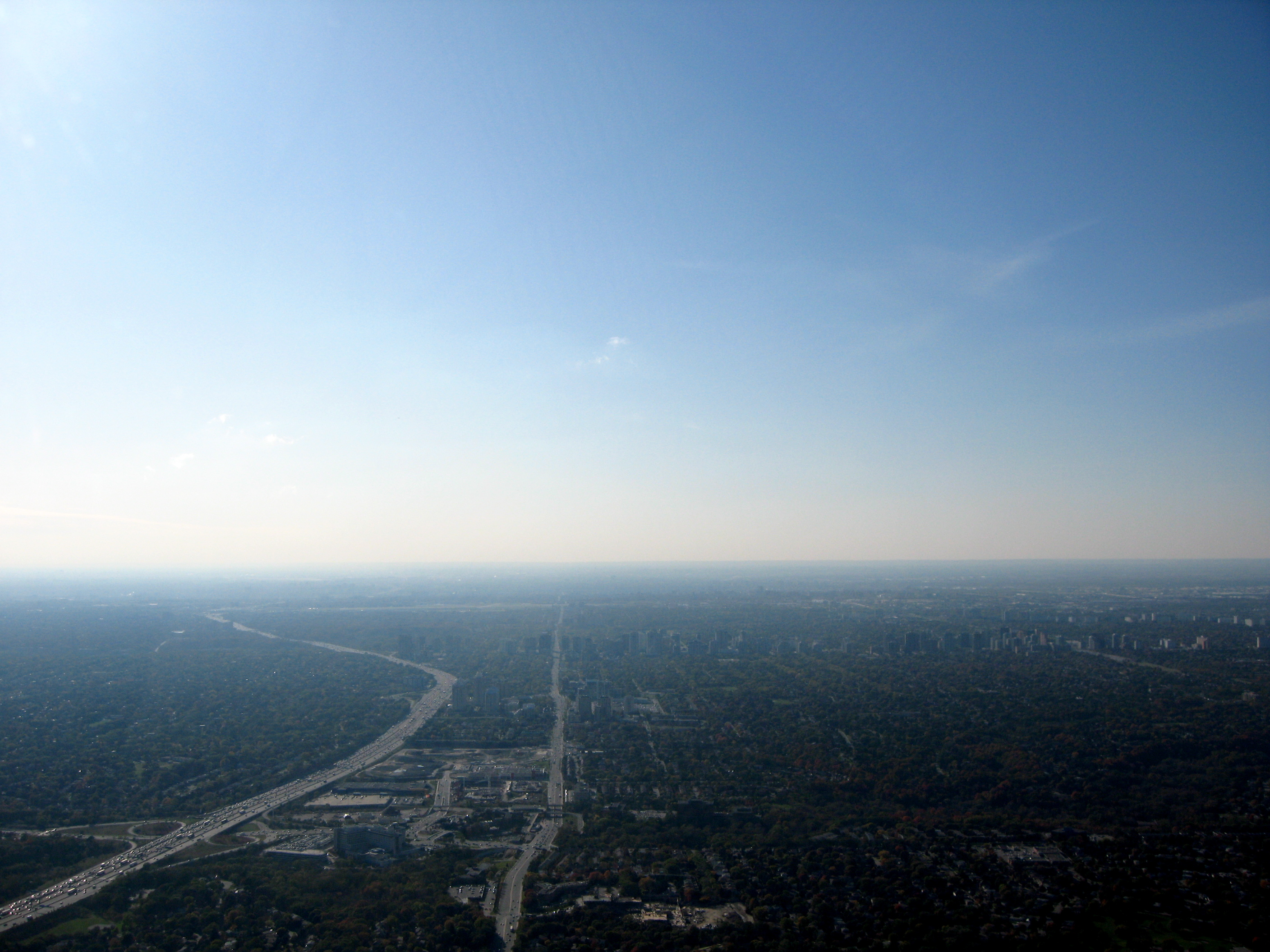
雪柏路朝西望。里斯利街在近景中可見，艾倫道在遠景中。 央街中心側附近的水平條狀建築物

在央街以西，雪柏路向西穿過當河上的雪柏路橋，經過巴佛士街及衛信嶺道（Wilson Heights Boulevard）。再往西，由於1939年徵用土地修建德哈維蘭飛機廠以及二戰後加拿大登士維軍事基地，道路被封鎖。20世紀70年代，一段新月形道路最終沿現在的前基線北緣修建，將衛信嶺的雪柏路與基爾街連接起來。現今，雪柏路也在這一段與艾倫道相交，但艾倫路的相交部分直到1982年才建成。雪柏路向西繼續延伸至韋斯頓道，由於漢伯河兩條支流匯合處有寬闊的山谷，阻止了道路繼續向西延伸，因此結束於此。

## 社區

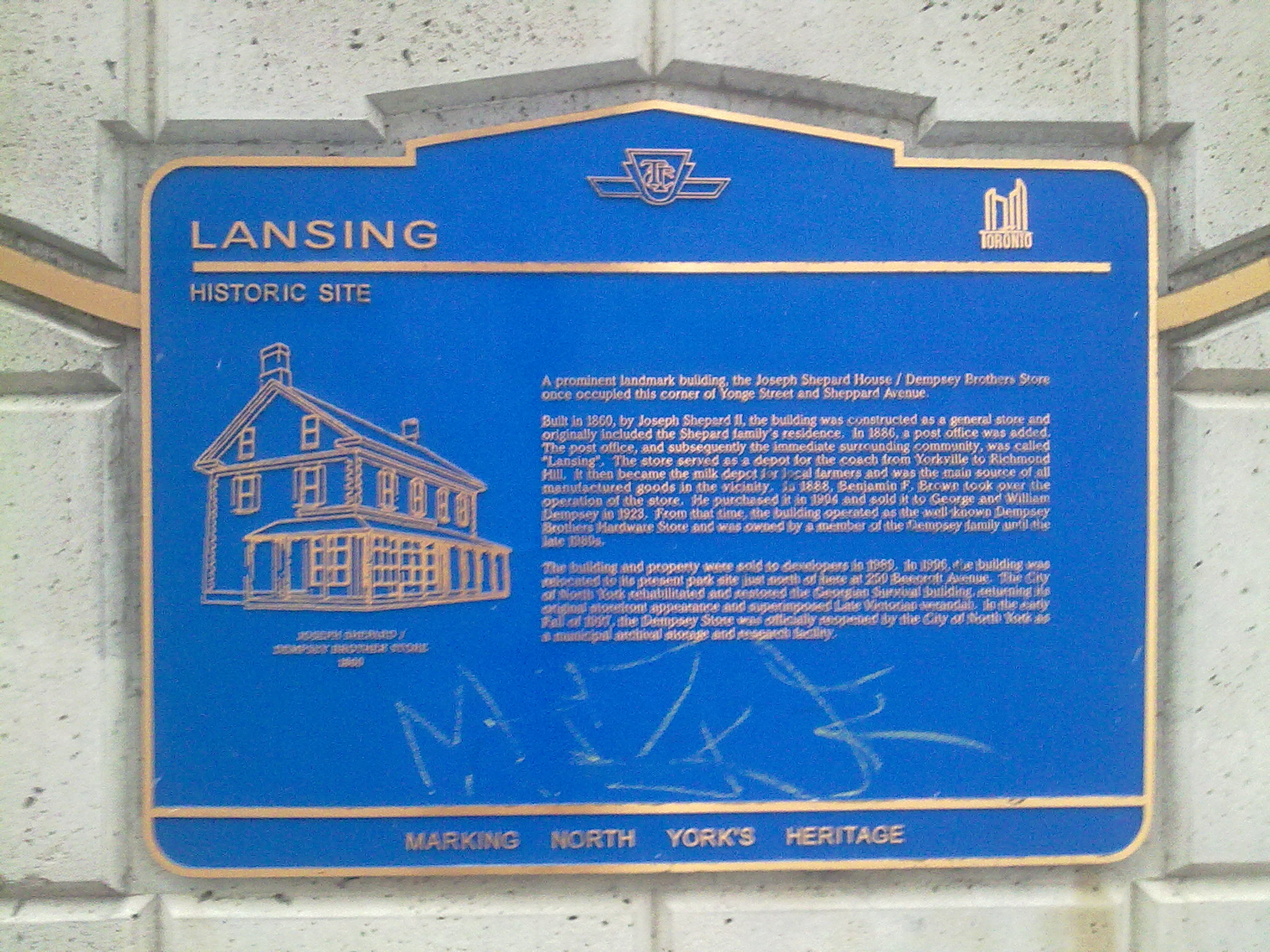
雪柏路上的蘭盛歷史牌匾

- 漢伯米德（英语：Humbermede）
- 卡蘭頓公園（英语：Clanton Park, Toronto）
- 珍街夾芬治（英语：Jane and Finch）
- 登士維（英语：Downsview）
- 蘭盛（英语：Lansing, Toronto）
- 灣景村（英语：Bayview Village）
- 當河谷村（英语：Don Valley Village）
- 惠柳第
- 北約克城市中心（英语：North York City Centre）
- 亨利農場（英语：Henry Farm）
- 柏威森林（英语：Parkway Forest）
- 愛靜閣
- 馬文（英语：Malvern, Toronto）
- 情人區（英语：L'Amoreaux）

## 景點及地標
- 灣景村購物中心（英语：Bayview Village Shopping Centre）
- 雪柏中心（Sheppard Centre）
- 錦繡商場（英语：Fairview Mall）
- 愛靜閣商場（英语：Agincourt Mall）
- 登士維公園（英语：Downsview Park）
- 北約克全科醫院
- 紅河公園
- 多倫多動物園

## 外部連結
43°45′42″N 79°24′36″W / 43.76167°N 79.41000°W